# Escrava Anastácia
Anastácia, (Pompéu, 12 de maio de 1740) conhecida popularmente como Escrava Anastácia, foi uma mulher escravizada que viveu no decorrer do século XVIII. No imaginário popular, ela é retratada como uma bela mulher de olhos azuis que foi motivo do desejo de senhor, sendo sentenciada a usar uma máscara punitiva de ferro por se negar a ter relações com ele.
Anastácia é popularmente comemorada em 12 de maio entre os católicos brasileiros, embora ela não seja venerada oficialmente pela Igreja Católica Romana. No entanto, é venerada formalmente pela Igreja Católica Brasileira, de forma particular no bairro Vaz Lobo, no Rio de Janeiro, onde foi erguido um templo em sua memória como forma de agradecimento de um casal de devotos. 
Sua figura também é lembrada entre umbandistas e espíritas.
A vida de Anastácia está retratada em vários de livros, programas de rádio e até mesmo em uma minissérie de televisão, que atingiu grande sucesso na época de seu lançamento. Em Tiradentes, um grupo de devotos organiza a gurda do congado em seu nome, trazendo também o de Nossa Senhora do Rosário.

## Histórico

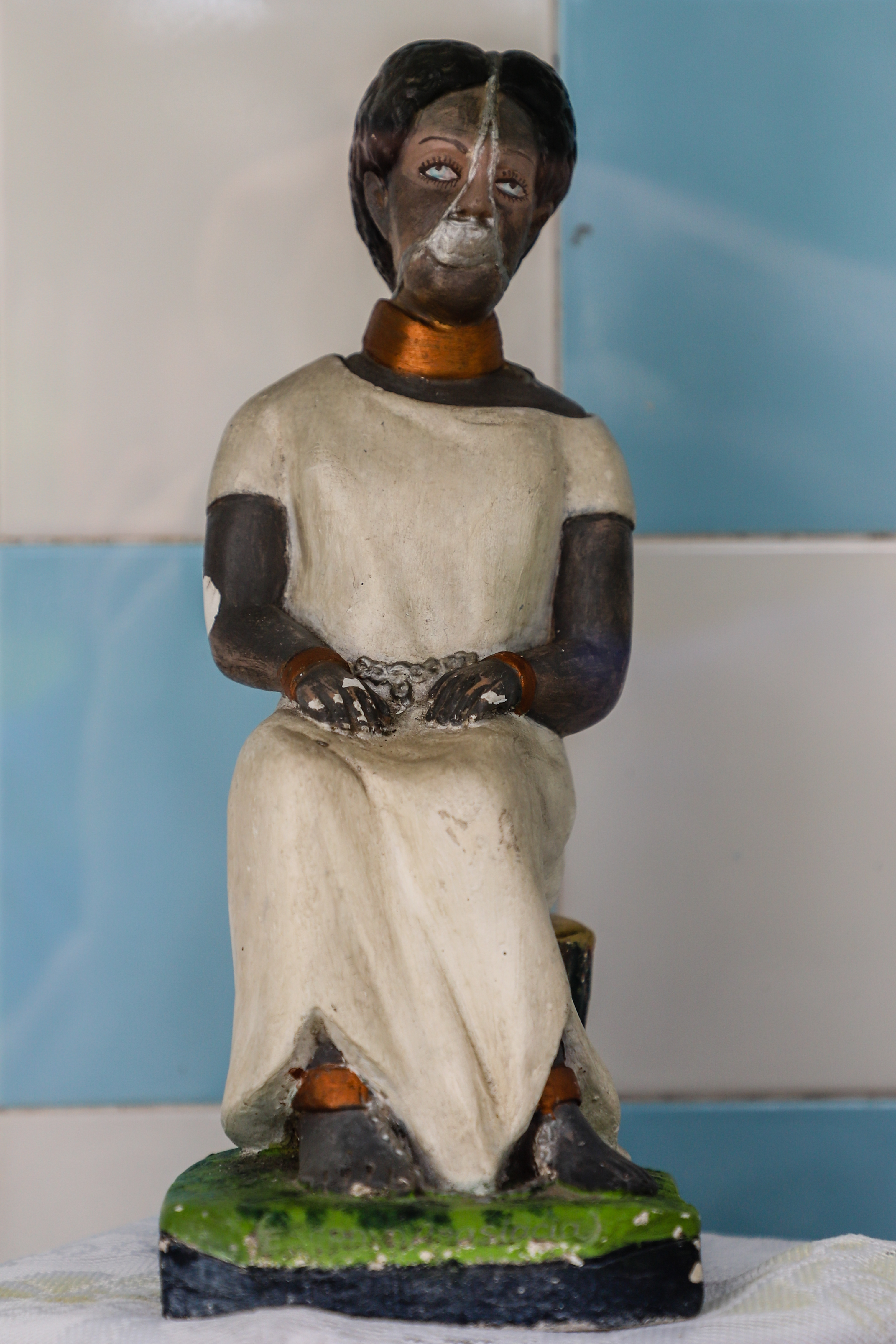
Imagem da Escrava Anastácia na Igreja de Nossa Senhora do Rosário dos Pretos em Salvador, Bahia

Seu culto foi iniciado em 1968, quando numa exposição da Igreja do Rosário do Rio de Janeiro em homenagem aos 80 anos da Abolição, foi exposto um desenho de Étienne Victor Arago representando uma escrava do século XVIII que usava Máscara de Flandres que permitia à pessoa enxergar e respirar, sem, contudo, levar alimento à boca.
No imaginário popular, Anastácia era uma mulher de linda e rara beleza, que chamava atenção de qualquer homem. Ela era curandeira, ajudava os doentes, e com suas mãos, fazia verdadeiros milagres. Por se negar a ir para a cama com seu senhor e se manter virgem, apanhou muito e foi sentenciada a usar uma máscara de ferro por toda a vida, só tirada às refeições, e ainda sendo espancada, o que a fez sobreviver por pouco tempo, durante o qual sofreu verdadeiros martírios. Anastácia é reverenciada tanto no Brasil quanto em países africanos.
Há incerteza da existência de Anastácia, pois o local em que seus restos mortais foram sepultados, a Igreja do Rosário, sofreu de um incêndio em 1967.